# 22482 Michbertier
22482 Michbertier este un asteroid din centura principală de asteroizi.

## Descriere
22482 Michbertier este un asteroid din centura principală de asteroizi. A fost descoperit pe 3 aprilie 1997 la Socorro, New Mexico, în cadrul proiectului LINEAR. Asteroidul prezintă o orbită caracterizată de o semiaxă mare de 2,89 ua, o excentricitate de 0,20 și o înclinație de 1,5° în raport cu ecliptica.